# Exilisciurus concinnus
Exilisciurus concinnus es una especie de roedor de la familia Sciuridae.

## Distribución geográfica
Es  endémica de las Filipinas.